# 達尼埃萊·格羅策
達尼埃萊·格羅策（義大利語：Daniele Croce；1982年9月9日—）是一位意大利足球運動員。在場上的位置是中場。他現在效力於意大利足球甲級聯賽球隊恩波利足球俱樂部。